# دانتولم
دانتولم (به انگلیسی: Duntulm) یک منطقهٔ مسکونی در بریتانیا است که در هایلند واقع شده‌است.